# Aedes turneri
Aedes turneri é um espécie de mosquito do Género Aedes, pertencente à família Culicidae.